# Replift

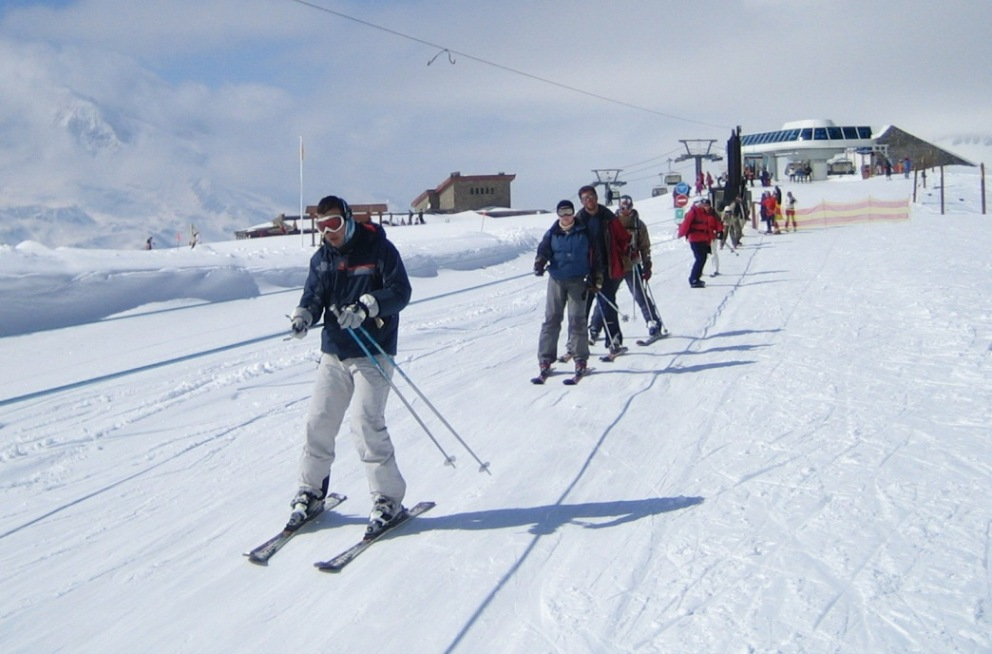
En replift i franska Val d'Isere.

Replift är en typ av släplift för att transportera skidåkare och brädåkare uppför skidbacke. I sin mest grundläggande form består den av ett långt kontinuerligt rep som rundar ett vändhjul vid både dal och topp, och drivs av en motor i ena änden. Passagerare tar tag i en ögla (eller små enheter liknande knapplift) på repet och dras med samtidigt som vederbörande står på skidorna eller brädan och glider uppför backen, lifttypen används främst i barn- och nybörjarområden med normal maxlängd omkring 200 meter.
I Sverige finns repliftar i bland annat Trillevallen och Hemavan.